# Das Friedensfest
Das Friedensfest ist ein Schauspiel in drei Akten des deutschen Nobelpreisträgers für Literatur Gerhart Hauptmann, das gegen Ende 1889 in Charlottenburg entstand und am 1. Juni 1890 im Ostendtheater Berlin durch die Freie Bühne unter der Regie von Hans Meery mit Emanuel Reicher als Robert und Josef Kainz als Wilhelm uraufgeführt wurde.
Hauptmann habe kurzerhand Teile aus der Vita Frank Wedekinds verarbeitet – eine Ursache der später Differenzen zwischen beiden Dramatikern. Zudem habe der Pianist Max Müller (1856–1938) aus Jena dem Jugendfreunde Gerhart für etliche Jahre die Freundschaft aus demselben Grund gekündigt.

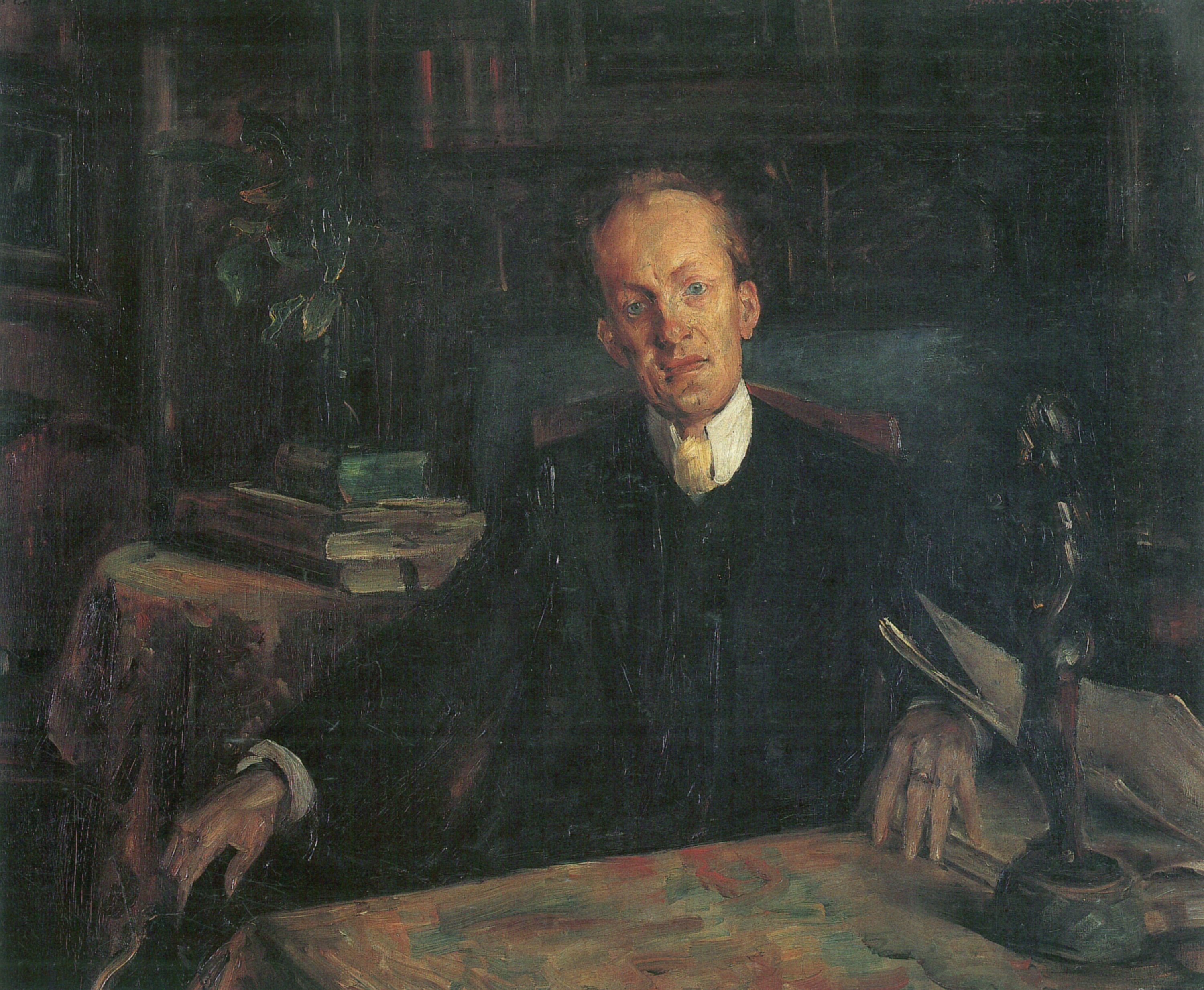
Gerhart Hauptmann auf einem Gemälde von Lovis Corinth anno 1900

## Überblick
An einem Weihnachtsabend in den 1880er Jahren: Die 46-jährige Minna Scholz bewohnt zusammen mit ihrer 29-jährigen Tochter Auguste und dem unausstehlichen 28-jährigen Sohn Robert, einem Werbetexter, das einsame Landhaus auf dem Schützenhügel bei Erkner. Zum maßlosen Erstaunen der Mutter kehrt der jahrelang abwesende 68-jährige Hausherr und Ehegatte Dr. med. Fritz Scholz unangemeldet und sterbenskrank heim. Der Mediziner, einst in türkischen Diensten sowie in Japan unterwegs gewesen, hat die Jahre außerhalb in Hotels zugebracht. Ebenfalls vor Jahren schon hatte der 26-jährige zweite Sohn Wilhelm, das Weite gesucht und sich „lange Zeit selbst durchgeschlagen“. Wilhelms Braut, die 20-jährige Ida Buchner und deren 42-jährige Mutter Marie Buchner hatten Wilhelm zu einem Versöhnungsversuch überredet und sind zu dritt auf dem Schützenhügel angereist. Frau Buchner will alles für das Glück ihrer Tochter tun. Die Versöhnung der drei Geschwister erweist sich als heikel. Die Weihnachtsfeier geht daneben. Als Ida unterm Christbaum die ersten vier Strophen von Ihr Kinderlein, kommet abgesungen hat, bricht der Streit aus. Sarkastisch meinen Auguste und auch Robert, Ida wird wohl „auch kein Engel vom Himmel“ sein. Als Wilhelm Attacken auf seine Braut keinesfalls duldet und den Bruder verteufelt, entschlüpft Auguste die erste und einzige Wahrheit in dem Stück. Sie herrscht Wilhelm an: „Das sagst Du? - pfui, du?! der die Hand gegen seinen eigenen Vater erhoben hat.“ Dr. Scholz tritt auf und kehrt den Hausherrn heraus: Im Hause ist entweder für Robert oder den Vater Platz. Robert geht freiwillig. Wilhelm, dem der Vater die Handgreiflichkeit zuvor verziehen hat, will sich mit dem Vater unbedingt künftig vertragen. Die Sinne des Vaters verwirren sich. Er missversteht die Umarmung des reuevollen Sohnes als erneuten tätlichen Angriff, erfleht von Wilhelm Schonung, phantasiert, liegt schwerkrank danieder, wird ärztlich versorgt und überlebt die übermäßige Erregung nicht.
Gerhart Hauptmann bietet so etwas wie ein Happy End. Der Zuschauer darf mit Frau Buchner hoffen, Wilhelm und Ida kriegen sich.

## Rezeption
- 1922: Julius Bab schreibt, die „Scholzens“ seien „nicht weniger tragische Gestalten als die Atriden“.[12]
- 1952: Mayer zitiert Fontane: „Es sieht in Tausenden von Familien nicht viel anders aus. Was da gegeben ist, ist typisch, und es ist wahr wiedergegeben und ohne Übertreibung.“[13]
- 1980: Guthke möchte das Stück ob seiner „zeitlosen Tragik“ nicht in die Schublade Naturalismus einordnen.[14]
- 17. Januar 1994: im ND zu der Aufführung in den Kammerspielen des Deutschen Theaters, Regie Jürgen Gosch: Eine gewöhnliche deutsche Familienkatastrophe.
- 1996: Leppmann schreibt, zum Erfolg der Uraufführung habe besonders Josef Kainz beigetragen, obwohl dem begnadeten Künstler viel souffliert werden musste.[15]
- 1998: Sprengel sieht das Stück gegenüber seinem Vorgänger Vor Sonnenaufgang und Nachfolger Einsame Menschen als Gipfelpunkt „mit diesem ganzen Apparat naturalistischer Technik“. Als anstrengend empfindet der Zuschauer überbordende Unbestimmtheit. Gemeint sind die überhandnehmenden unabgeschlossenen Sätze.[16]
- 1998: Marx schreibt dazu: Hauke Stroszeck habe diese mannigfaltigen Anspielungen – ungeachtet der poetologischen Absicht Gerhart Hauptmanns – „vereindeutigen“ wollen.[17]

### Buchausgaben
- Das Friedensfest. Eine Familienkatastrophe. Bühnendichtung.  S. Fischer, Berlin 1899[18]
- Das Friedensfest. Eine Familienkatastrophe. S. 185–257 in Gerhart Hauptmann: Ausgewählte Dramen in vier Bänden. Bd. 1. Mit einer Einführung in das dramatische Werk Gerhart Hauptmanns von Hans Mayer. 692 Seiten. Aufbau-Verlag, Berlin 1952 (verwendete Ausgabe)

### Sekundärliteratur
- Gerhard Stenzel (Hrsg.): Gerhart Hauptmanns Werke in zwei Bänden. Band II. 1072 Seiten. Verlag Das Bergland-Buch, Salzburg 1956 (Dünndruck), S. 1045 Inhaltsangabe
- Wolfgang Leppmann: Gerhart Hauptmann. Eine Biographie. Ullstein, Berlin 1996 (Ullstein-Buch 35608), 415 Seiten, ISBN 3-548-35608-7 (identischer Text mit ISBN 3-549-05469-6, Propyläen, Berlin 1995, untertitelt mit Die Biographie)
- Friedhelm Marx: Gerhart Hauptmann. Reclam, Stuttgart 1998 (RUB 17608, Reihe Literaturstudium). 403 Seiten, ISBN 3-15-017608-5
- Peter Sprengel: Geschichte der deutschsprachigen Literatur 1870–1900. Von der Reichsgründung bis zur Jahrhundertwende. München 1998, ISBN 3-406-44104-1
- Peter Sprengel: Gerhart Hauptmann. Bürgerlichkeit und großer Traum. Eine Biographie. 848 Seiten. C.H. Beck, München 2012 (1. Aufl.), ISBN 978-3-406-64045-2